# (1550) Tito
(1550) Tito est un astéroïde de la ceinture principale découvert le 29 novembre 1937 à Belgrade par l'astronome Milorad B. Protitch. Sa désignation provisoire était 1937 WD.

## Caractéristiques
Sa distance minimale d'intersection de l'orbite terrestre est de 0,767 184 ua.